# Павлодарський трамвай
Трамвай у Павлодарі - діюча трамвайна мережа у місті Павлодар, Казахстан. Відкрита 18 жовтня 1965 року. Найбільша трамвайна мережа в Казахстані.

## Лінії на середину 2010-х
Трамвайна мережа має 18 трамвайних ліній загальною протяжністю 242 км.
     — Пікові маршрути
| Трамвайні маршрути у місті Павлодарі | Трамвайні маршрути у місті Павлодарі                                                              | Трамвайні маршрути у місті Павлодарі |
| №                                    | Mаршрут руху                                                                                      |                                      |
| ------------------------------------ | ------------------------------------------------------------------------------------------------- | ------------------------------------ |
| 1                                    | ЧЛЦ - ТЕЦ-1 через вул. 1-го Травня                                                                |                                      |
| 1a                                   | Хімпром - ул. Ворушина                                                                            |                                      |
| 2                                    | Залізничний Вокзал - вул. Ворушина (курсує взимку)                                                |                                      |
| 3                                    | Сад «Нафтовик» - мкрн. Дачний (влітку і взимку як №14)                                            |                                      |
| 4                                    | Сад «Нафтовик» - вул. Ворушина (курсує влітку)                                                    |                                      |
| 5                                    | Залізничний Вокзал - Залізничний Вокзал (кільцевий по Торайгирова, Кутузова, Ломова, 1-го Травня) |                                      |
| 6                                    | ЧЛЦ - вул. Ворушина                                                                               |                                      |
| 7                                    | ЧЛЦ - мкрн. Дачний                                                                                |                                      |
| 8                                    | Залізничний Вокзал - ТЕЦ-1                                                                        |                                      |
| 9                                    | мкрн. Дачний — Хімпром                                                                            |                                      |
| 10                                   | ЧЛЦ — ТЭЦ-1 через пр. Кутузова                                                                    |                                      |
| 11                                   | Залізничний Вокзал — мкрн. Усольский                                                              |                                      |
| 13                                   | мкрн. Дачний — Хімпром                                                                            |                                      |
| 15                                   | ТЕЦ-1 — мкрн. Дачний                                                                              |                                      |
| 16                                   | ТЕЦ-1 — мкрн. Усольский                                                                           |                                      |
| 17                                   | Залізничний Вокзал — Хімпром                                                                      |                                      |
| 18                                   | мкрн. Усольский — ЧЛЦ                                                                             |                                      |
| 19                                   | мкрн. Усольский — Хімпром                                                                         |                                      |

## Рухомий склад на початок 2010-х
| тип     | штук |
| ------- | ---- |
| KTM-5   | 101  |
| KTM-8K  | 3    |
| KTM-8KM | 10   |
| KTM-19K | 1    |

## Ресурси Інтернету
- Акционерное общество «Трамвайное управление города Павлодара» [Архівовано 8 грудня 2015 у Wayback Machine.]
- Сайт «Павлодарский трамвай» [Архівовано 8 грудня 2015 у Wayback Machine.]
- Павлодарский трамвай [Архівовано 16 листопада 2015 у Wayback Machine.] на сайте «Городской электротранспорт»
- Полсотни новых трамваев с Wi-Fi появятся в Павлодаре [Архівовано 8 грудня 2015 у Wayback Machine.]
- Плейлист «Павлодарский трамвай» [Архівовано 21 березня 2016 у Wayback Machine.]
- В Павлодаре будет курсировать трамвай-кафе [Архівовано 8 грудня 2015 у Wayback Machine.]
- Казахстанская легкоатлетка открыла трамвай-кафе в Павлодаре [Архівовано 8 грудня 2015 у Wayback Machine.]